# Jarema Stępowski
Jarema Jan Junosza-Stępowski (ur. 15 stycznia 1925 w Warszawie, zm. 11 stycznia 2001 tamże) – polski aktor teatralny i telewizyjny, pedagog i piosenkarz.

## Życiorys
Syn inżyniera Wacława Junoszy-Stępowskiego (1884–1956) i jego żony Marii (1897–1971). Miał brata Michała (1922–1995). Bratanek aktora Kazimierza Junoszy-Stępowskiego. 
Podczas okupacji trudnił się drobnym handlem, prowadził też skład butelek i metalu na ulicy Wroniej. W 1947 roku, zachęcony przez Gustawa Holoubka, rozpoczął studia w warszawskiej Szkole Teatralnej. Przerwał je po dwóch latach i wyjechał do teatru miejskiego w Świdnicy, gdzie odbył sie jego debiut teatralny. W 1950 przeniósł się do Teatru im. Aleksandra Węgierki w Białymstoku. W latach 1954–1957 zatrudniony w łódzkim Teatrze Satyryków. Następnie powrócił do Warszawy, gdzie występował na deskach Teatru Komedia (1957–1964) i Teatru Dramatycznego (1964–1967). Związany był także z Estradą w Sopocie (1967–1969, 1970–1972). W 1969 roku otrzymał roczny angaż w Teatrze Syrena w Warszawie. Między 1972–1974 był związany z warszawskim Teatrem Ludowym. W latach 1974–1980 występował w Teatrze Kwadrat. 
Zagrał w ponad 20 filmach. Występował w Kabarecie Starszych Panów, gdzie zaśpiewał m.in. piosenki Odrażający drab (z Jeremim Przyborą) i Zimy żal. Zagrał w serialu Wojna domowa, gdzie wcielił się w charakterystyczną postać mężczyzny zbierającego suchy chleb dla konia.

Znany jest z wykonań wielu piosenek nawiązujących tematycznie i językowo do gwary oraz folkloru warszawskiego.

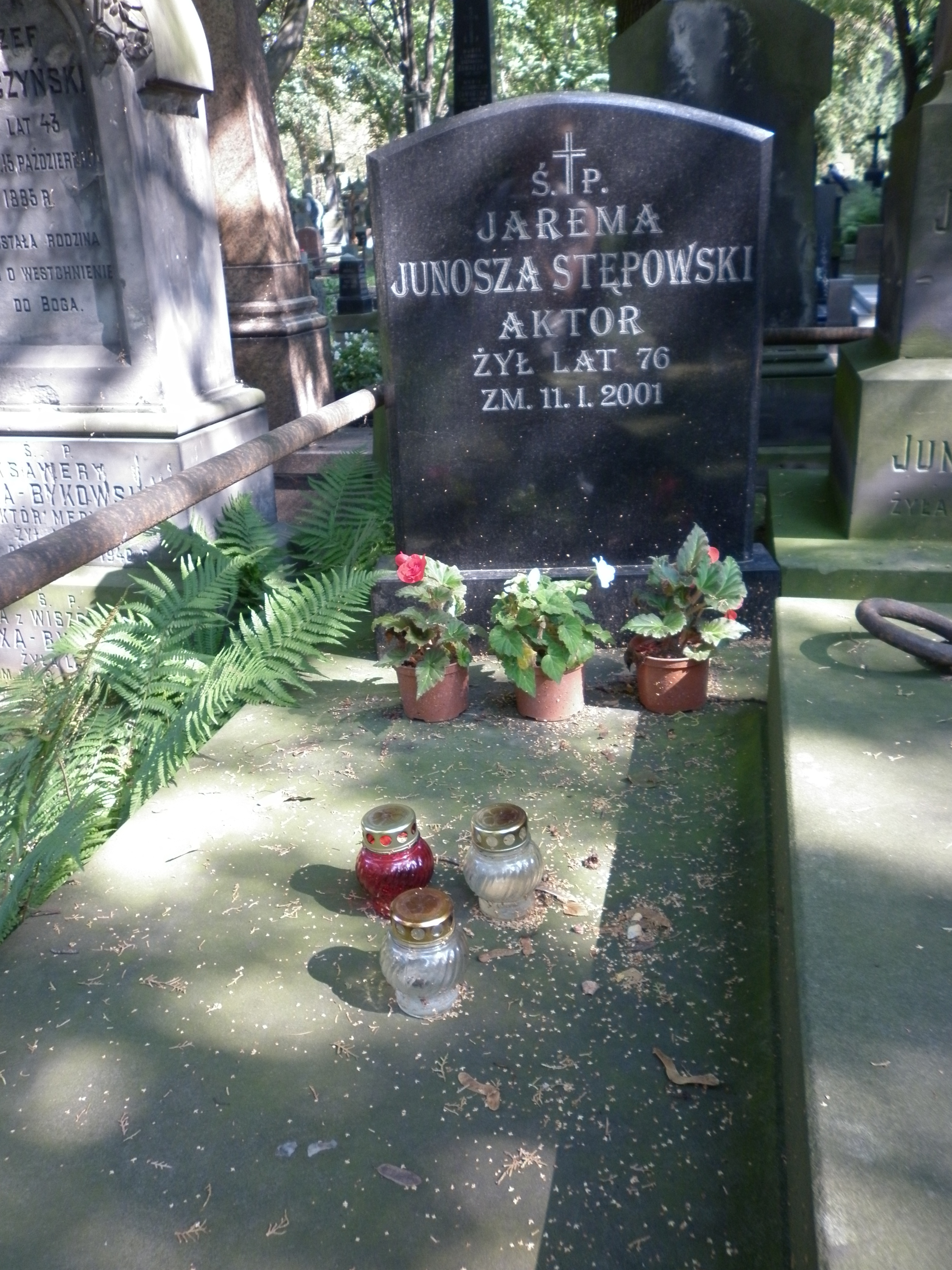
Grób Jaremy Stępowskiego na Powązkach

W latach 60. i 70. był inwigilowany przez Służbę Bezpieczeństwa, która objęła go kontrolą operacyjną w ramach Kwestionariusza Ewidencyjnego o kryptonimie „Wiśniowiecki”.
Został pochowany w grobowcu rodzinnym na cmentarzu Powązkowskim (kwatera 46-2-16/17).

## Piosenki
- A jak zjeść to i wypić
- Bez Ciebie nie ma życia, Warszawo ma
- Bo mój dziadzio miał kolejkę w lunaparku
- Bomba w górę
- Chłopak z Woli
- Chodźmy Felek na kufelek
- Cyrk na Ordynackiej
- Cztery mile za Warszawą
- Dlaczego nie chcesz spać
- Dola jednego artysty fotografika
- Feluś, kankana
- Gdzie ta harmoszka
- Gorąca miłość na Chłodnej
- Herbowa zwierzyna
- Jadziem na Bielany
- Kłaniaj się Pradze
- Księżyc frajer
- Kto na Pragie!
- Mariensztat polkę gra
- Milionerzy
- Na ludziach trzeba się znać
- Na moim podwórku
- Na wiślanym brzegu
- O jednej Wiśniewskiej
- Odrażający drab
- Pan Walenty
- Panno Warszawo
- Po kieliszku
- Przedziałek
- Przy poleczce zgubisz smutki
- Ruda Mańka
- Statek do Młocin
- Stąd do niepodległości
- Strażak
- Szemrane tango
- Szlifierz warszawski
- Taksówkarz warszawski
- Tango andrusowskie
- Walczyk Szwajcarskiej Doliny
- Warszawska nasza straż
- Zakochany złodziej
- Zielona Warszawa
- Złoty kciuk

## Filmografia
- 1955: Godziny nadziei - handlarz
- 1955: Zaczarowany rower - sprawozdawca niemiecki
- 1956: Zimowy zmierzch - strażak
- 1956: Tajemnica dzikiego szybu - Stelmach
- 1956: Szkice węglem - pisarz sądowy
- 1956: Nikodem Dyzma - radca, wysłannik pana prezydenta
- 1956: Cień - tramwajarz Mirek
- 1957: Ewa chce spać - Wacek Szparaga, kelner w barze „Pod Ślimakiem”
- 1957: Deszczowy lipiec - wczasowicz, miłośnik muzyki
- 1957: Skarb kapitana Martensa - kucharz okrętowy
- 1958: Zadzwońcie do mojej żony - Iwanicki, reporter
- 1958: Żołnierz królowej Madagaskaru - Grzegorz, lokaj Mąckich
- 1958: Pożegnania - kelner w restauracji w Podkowie Leśnej
- 1960: Ostrożnie, Yeti! - profesor
- 1960: Walet pikowy - Alfons Emanuel Walet i złodziej Teston
- 1963: Kryptonim Nektar - Dymek
- 1963: Zacne grzechy - Józef Litera
- 1964: Giuseppe w Warszawie - Muttermilch
- 1964: Upał - motocyklista ze świty premiera / żołnierz / kioskarz[9]
- 1965-1966: Wojna domowa - nieznajomy pytający o suchy chleb dla konia
- 1965: Sam pośród miasta - Stanisław, kolega Konrada
- 1966: Piekło i niebo - kochanek „Kiki”
- 1966: Lenin w Polsce - fotograf
- 1966: Mocne Uderzenie - on sam
- 1966: Małżeństwo z rozsądku - handlarz obrazami
- 1969: Nowy - Strażnik Frąckowiak
- 1970: Pogoń za Adamem - portier
- 1994: Panna z mokrą głową - Józef, lokaj hrabiny
- 1994: Panna z mokrą głową - Józef, lokaj hrabiny (odc. 5 i 6)
- 1995: Awantura o Basię - pan Wojciech, portier w teatrze
- 1996: Awantura o Basię - pan Wojciech, portier w teatrze (odc. 2-4)
- 1999-2001: Graczykowie